# Red Bull Racing RB18
De Red Bull Racing RB18 is een Formule 1-auto die gebruikt wordt door het Formule 1-team van Red Bull Racing in het  seizoen 2022. De auto is de opvolger van de RB16B. De auto rijdt met een Red Bull Powertrains-motor.

## Resultaten
| Kleur  | Resultaat                       |
| ------ | ------------------------------- |
| Goud   | Winnaar                         |
| Zilver | Tweede plaats                   |
| Brons  | Derde plaats                    |
| Groen  | Gefinisht (punten behaald)      |
| Blauw  | Gefinisht (geen punten behaald) |
| Blauw  | Niet geklasseerd (NC)           |
| Paars  | Uitgevallen (DNF)               |
| Rood   | Niet gekwalificeerd (DNQ)       |

| Kleur   | Resultaat                              |
| ------- | -------------------------------------- |
| Zwart   | Gediskwalificeerd (DSQ)                |
| Wit     | Niet gestart (DNS)                     |
| Blanco  | Gewond (INJ)                           |
| Blanco  | Uitgesloten (EX)                       |
| Blanco  | Teruggetrokken (WD) / Niet deelgenomen |
| 1, 2, 3 | Sprint positie (punten behaald)        |
| P       | Poleposition                           |
| S       | Snelste ronde                          |

| Jaar | Chassis en banden | Motor             | Coureurs       | 1   | 2   | 3   | 4    | 5   | 6   | 7   | 8   | 9   | 10  | 11   | 12  | 13  | 14  | 15  | 16  | 17  | 18  | 19  | 20  | 21  | 22  | Punten | WK-plaats |
| ---- | ----------------- | ----------------- | -------------- | --- | --- | --- | ---- | --- | --- | --- | --- | --- | --- | ---- | --- | --- | --- | --- | --- | --- | --- | --- | --- | --- | --- | ------ | --------- |
| 2022 | RB18 P            | Red Bull RBPTH001 |                | BHR | SAR | AUS | EMI  | MIA | SPA | MON | AZE | CAN | GBR | OOS  | FRA | HON | BEL | NED | ITA | SIN | JPN | VST | MXS | SAP | ABU | 759    | Goud      |
| 2022 | RB18 P            | Red Bull RBPTH001 | Max Verstappen | 19† | 1   | DNF | 1PS0 | 1S  | 1   | 3   | 1   | 1P  | 7   | 12PS | 1   | 1   | 1S  | 1PS | 1   | 7   | 1P  | 1   | 1P  | 46  | 1P  | 759    | Goud      |
| 2022 | RB18 P            | Red Bull RBPTH001 | Sergio Pérez   | 18† | 4P  | 2   | 32   | 4   | 2S  | 1   | 2S  | DNF | 2   | 5DNF | 4   | 5   | 2   | 5   | 6S  | 1   | 2   | 4   | 3   | 57  | 3   | 759    | Goud      |

- † Uitgevallen maar wel geklasseerd omdat er meer dan 90% van de raceafstand werd afgelegd.